# Coppa Bernocchi 2015
La Coppa Bernocchi 2015, novantasettesima edizione della corsa e valida come evento dell'UCI Europe Tour 2015 categoria 1.1, si svolse il 17 settembre 2017 su un percorso di 192 km. La vittoria fu appannaggio dell'italiano Vincenzo Nibali che terminò la gara in 4h32'10", alla media di 42,327 km/h, precedendo i connazionali Mauro Finetto e Matteo Trentin.
Sul traguardo di Legnano, dei 196 partenti, 75 ciclisti portarono a termine la manifestazione.

## Ordine d'arrivo (Top 10)
| Pos. | Corridore            | Squadra            | Tempo    |
| ---- | -------------------- | ------------------ | -------- |
| 1    | Vincenzo Nibali      | Astana             | 4h32'10" |
| 2    | Mauro Finetto        | Unieuro            | a 1"     |
| 3    | Matteo Trentin       | Etixx-Quick Step   | s.t.     |
| 4    | Carlos Quintero      | Colombia           | s.t.     |
| 5    | José Mendes          | Bora               | a 7"     |
| 6    | Gianfranco Zilioli   | Nippo-Vini Fantini | a 21"    |
| 7    | Giacomo Nizzolo      | Trek               | s.t.     |
| 8    | Niccolò Bonifazio    | Trek               | s.t.     |
| 9    | Eduard Michael Grosu | Nippo-Vini Fantini | s.t.     |
| 10   | Sonny Colbrelli      | Bardiani           | s.t.     |